# Quefi
Quefi (em haúça: Keffi) é uma cidade e área de governo local da Nigéria situada no estado de Nassaraua. Compreende área de 138 quilômetros quadrados e segundo censo de 2006 havia 92 664 habitantes.